# Trifolium usambarense
Espèce
Classification APG III (2009)
Trifolium usambarense est une espèce de plantes à fleurs de la famille des Fabaceae et du genre Trifolium.